# Feldmühle (Unternehmen)

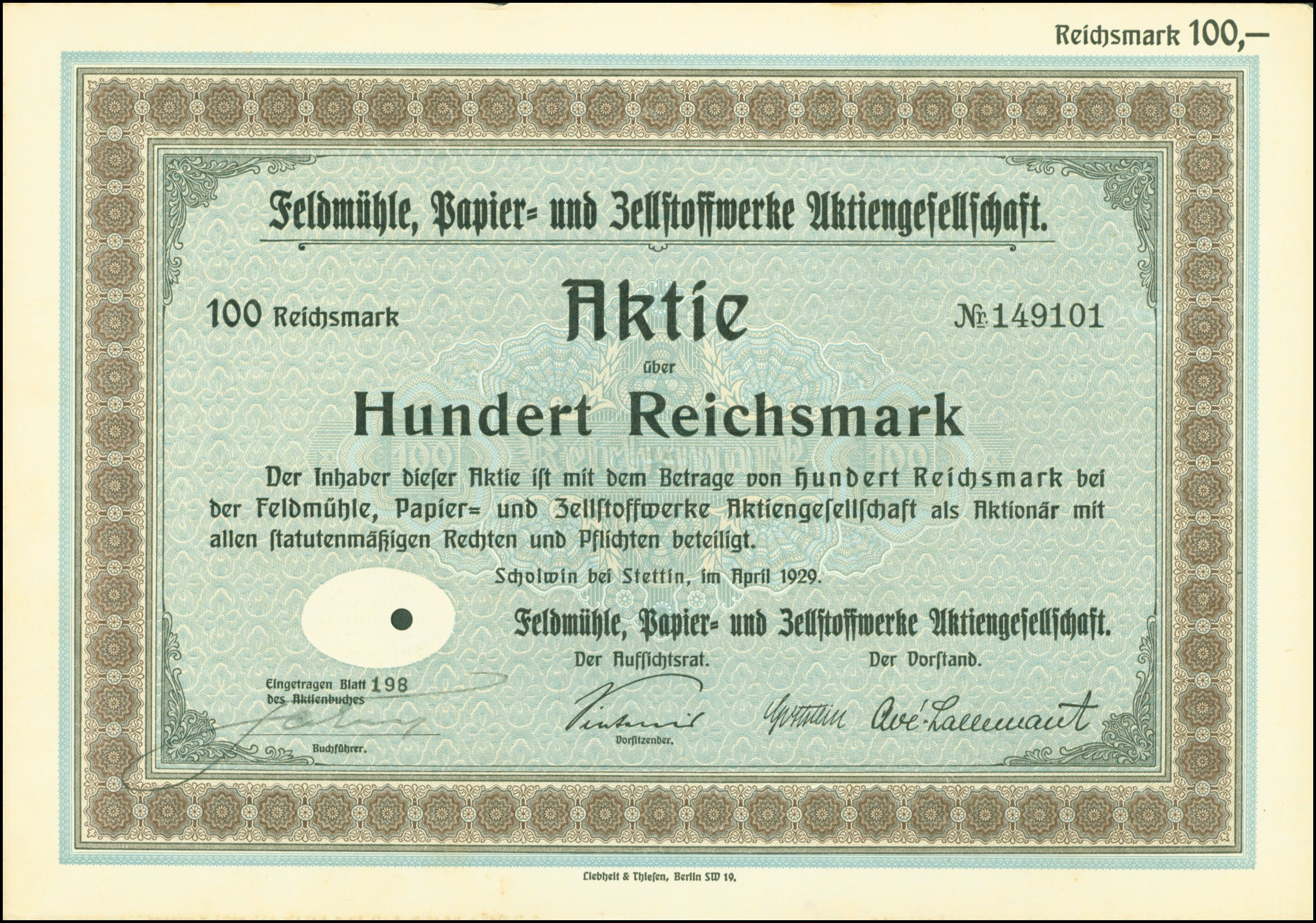
Aktie über 100 RM der Feldmühle, Papier- und Zellstoffwerke AG vom April 1929

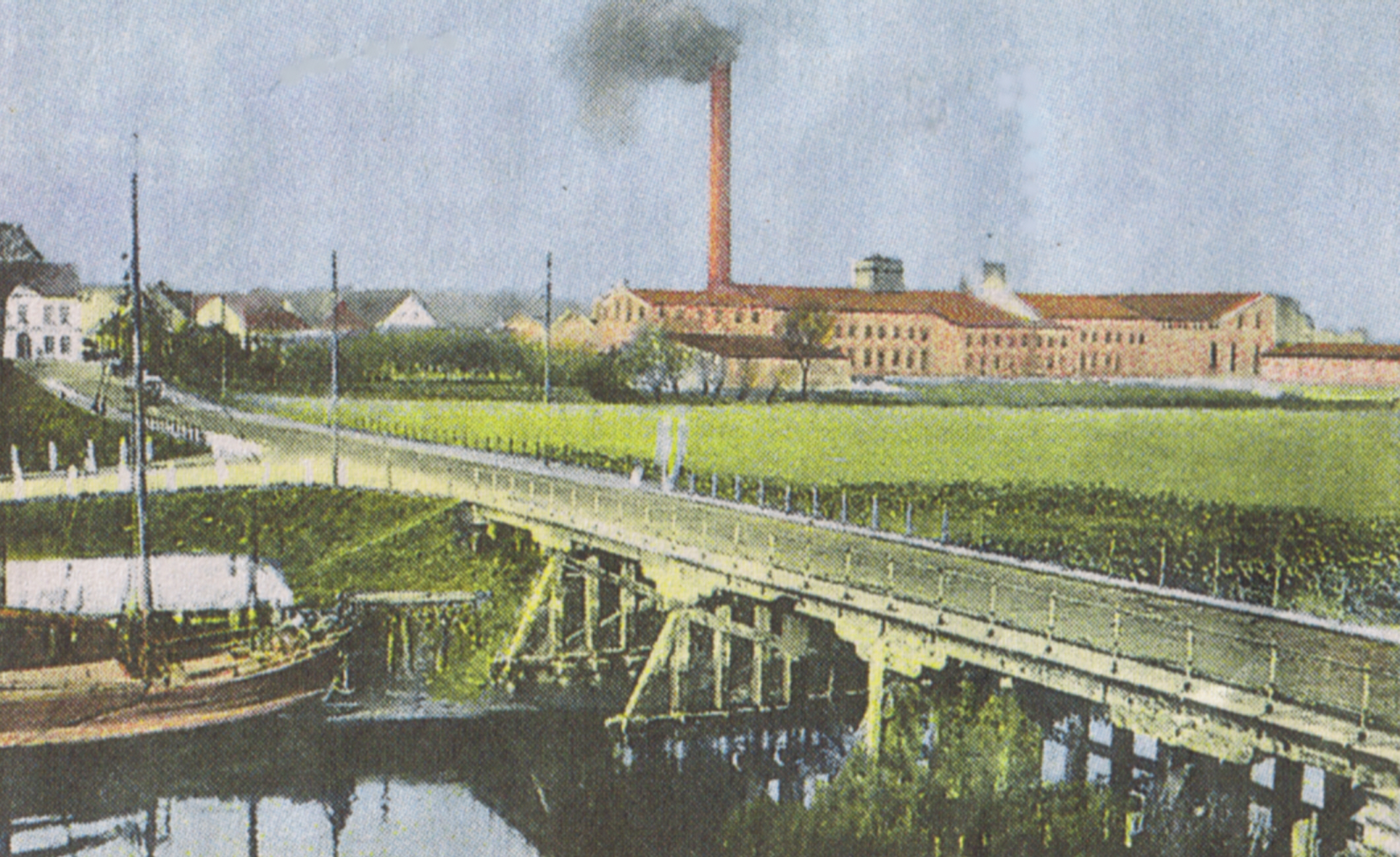
Die Norddeutsche Papierfabrik in Uetersen um 1907, später Feldmühle Papierfabrik Uetersen

Die Feldmühle war ein deutsches Unternehmen. Es zählte nach Wertschöpfung zeitweise zu den zehn größten Unternehmen Deutschlands.

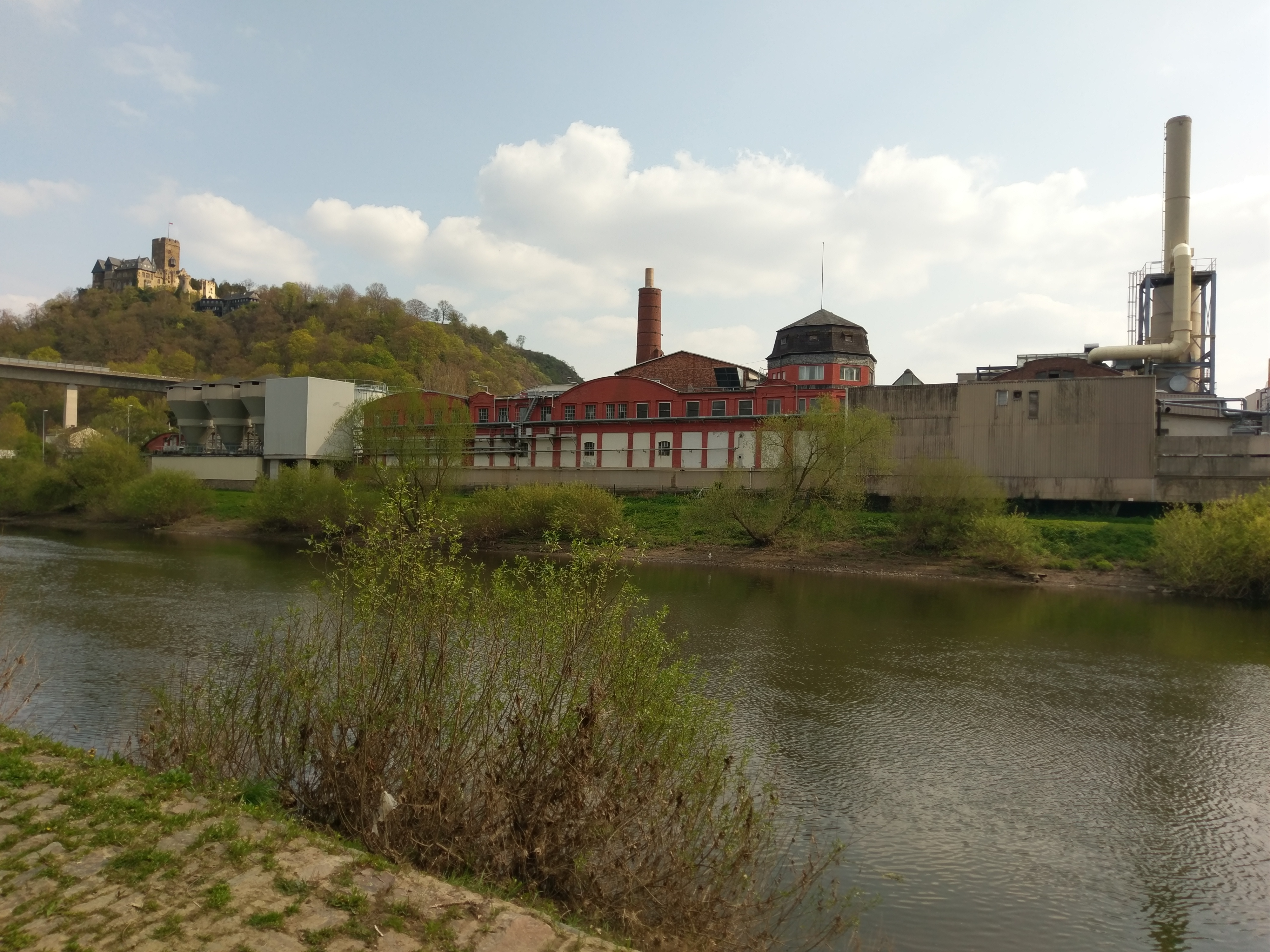
Ehemaliges Werksgelände in Oberlahnstein

Dessen Namensrechte liegen seit 2015 beim Werk in Uetersen, das seither als Feldmuehle GmbH firmiert.

## Geschichte

### Gründung und Entwicklung bis 1985
Das Unternehmen wurde im August 1885 von Leo Gottstein (1850–1922) am Ort einer im 13. Jahrhundert von Zisterziensermönchen errichteten Klostermühle als Schlesische Sulfit-Cellulose-Fabrik Feldmühle in Liebau am Bober gegründet. 1891 wurde ein Zweigwerk in Cosel an der Oder erbaut, 1895 entstanden Papiermühlen in Liebau und in Cosel. 1906 war das Unternehmen Mitgründer der Pommersche Zellstoff-Aktiengesellschaft bei Stettin, übernahm sie 1910 und benannte sich um in Feldmühle, Papier- und Zellstoffwerke Aktiengesellschaft. Weitere Papiermühlen wurden errichtet (in Odermünde, die Dierfeldgarn GmbH, Oberlangenbielau) oder aufgekauft (die Pommersche Papierfabrik in Hohenkrug).
Im September 1913 fusionierte das Unternehmen mit der Papierfabrik Reisholz AG (Düsseldorf-Reisholz, mit Niederlassungen auch in Flensburg, Uetersen und Arnsberg) zum seinerzeit größten deutschen Papierhersteller (14 Werke, unter anderem in Arnsberg, Bielefeld, Flensburg, Heidenau (Sachsen), Königsberg (Preußen), Stettin, Uetersen und Oberlahnstein). 1930 wurde die von Hugo Stinnes gegründete Koholyt AG gekauft, 1933 die Berolina Papiermanufaktur Pinower & Co. (die spätere Berolina Zellglas-Verarbeitungswerk GmbH) und 1934 die Mehrheit an der Dresdner Chromo- und Kunstdruck-Papierfabrik Krause & Baumann AG in Heidenau. 1937 wurden 272.000 Tonnen Papier erzeugt.
Durch die Teilung Deutschlands nach dem Kriegsende verlor die Feldmühle sämtliche Holzstoff-Produktionsstätten und über die Hälfte der Papier- und Pappeproduktionskapazitäten. In den verbliebenen Werken Arnsberg, Flensburg, Hillegossen, Lülsdorf, Oberlahnstein, Reisholz, Uetersen und Wesseling wurde die Produktion wieder aufgenommen. 1945 wurde der Firmensitz nach Hillegossen bei Bielefeld verlegt. 1948 ersetzte die Folien- und Faserstoffverarbeitungs-GmbH die verlorene Berolina-Zellglas-Verarbeitung. In Plochingen am Neckar wurde 1951 zusammen mit Emil A. Klinger die Südplastik, Gummi- und Kunststoff-Verarbeitung GmbH ins Leben gerufen. Das Jahr 1952 sah eine erneute Sitzverlegung nach Düsseldorf. 1957 wurden bereits wieder 279.000 Tonnen Papier und Pappe produziert, 1959 die Kabel AG in Hagen-Kabel gekauft.
1960 erwarb Feldmühle die Aktienmehrheit an der Dynamit Nobel AG. 1962 wurde das Unternehmen eine Tochter der Flick-Gruppe (Friedrich Flick war nach drei Jahren Haft 1950 entlassen worden und baute seine Holding rasch wieder zum größten deutschen Familienunternehmen auf) und eine Verschmelzung mit der Aktiengesellschaft für Papier- und Zellstoffinteressen zur Feldmühle AG durchgeführt (ab 1977 Feldmühle Vermögensverwaltung AG genannt).
Das Wachstum setzte sich ungebrochen fort: 1963 erwarb Feldmühle 40 % der Rothersay Paper Corporation in Saint John (Kanada) und stellte dort kurz darauf die damals weltgrößte Zeitungsdruckmaschine auf. 1965 wurde ein 25-%-Anteil der Papeteries de Belgique SA akquiriert, im Jahr darauf ebenfalls 25 % der kanadischen International Pulp Co. Ltd., 1968 die Papierfabrik Baienfurt zu 100 % und 1970 die Mehrheit an der niederländischen NV Papierfabriek Gennep. Weitere Beteiligungen, Übernahmen und Modernisierungen eigener Werke folgten.

### Verkauf 1985 und Folgejahre
Zum 31. Dezember 1985 verkaufte Friedrich Karl Flick den gesamten Flick-Konzern für rund fünf Milliarden DM und somit auch die zum Konzern gehörende, von Guido Dessauer geleitete Feldmühle AG an die Deutsche Bank, die das Unternehmen umstrukturierte und in Teilen wieder veräußerte bzw. an die Börse brachte. 1986 entstand aus dem industriellen Kern des Flick-Imperiums – den Unternehmen Feldmühle, Buderus und Dynamit Nobel – die „Feldmühle Nobel AG“. Im selben Jahr kündigte sie nach Zustimmung der Deutschen Bank im Rahmen von in den 1960er Jahren ausgearbeiteten Bedingungen die Zahlung von 5 Millionen DM Entschädigung für Zwangsarbeiter der „Dynamit Nobel AG“ im Zweiten Weltkrieg an.
Bei Gründung des DAX am 30. Dezember 1987 gehörte die „Feldmühle Nobel AG“ bereits zu den im DAX 30 gelisteten Unternehmen und zählte zu den Standardwerten der Börse.
1988 scheiterten die Enkel Friedrich Flicks (Friedrich Christian Flick und dessen Bruder Gert-Rudolf Flick) mit dem Versuch, die „Feldmühle Nobel AG“ zurückzuerwerben. Die Brüder hatten einen Aktienanteil von 38,5 % erworben, explizit mit der Absicht, die bestehende Unternehmensspitze auszutauschen. Zur Abwehr führte das Unternehmen mit Hilfe der Deutschen Bank, die zwar nur einen Aktienanteil von 8 % besaß, aber 47 % der Depotstimmrechte vertrat, eine Stimmrechtsbeschränkung auf 5 % ein, was diesen Übernahmeversuch zu Fall brachte. Einige Zeit danach kaufte der Energiekonzern VEBA eine Aktienmehrheit, konnte aufgrund der Stimmrechtsbeschränkung aber gleichfalls nicht die Führung übernehmen.
Ebenso 1988 schlossen die „Gesellschaft zur Verwertung chemischer Erzeugnisse mbH“, die zuvor nur als Beteiligung geführt wurde und „Dynamit Nobel“ einen Beherrschungs- und Gewinnabführungsvertrag. Das Tochterunternehmen wurde schließlich 1990 mit einem anderen Tochterunternehmen, der „Dynamit Nobel Explosivstoff- und Systemtechnik GmbH“, verschmolzen.
1990 erwarb der skandinavische Konzern „Stora Kopparbergs Bergslags Aktiebolag“ (heute zu Stora Enso umfirmiert) das Unternehmen für vier Milliarden DM, eine der größten bis dahin in Europa durchgeführten Finanztransaktionen. Stora hatte bereits seit über 20 Jahren mit Feldmühle gemeinsam Papierfabriken in Schweden betrieben. Nach Übernahme durch Stora schied Feldmühle Nobel zum 3. September 1990 zugunsten der Metallgesellschaft aus dem DAX aus.
Aus der „Feldmühle Nobel AG“ wurde später die „Stora Feldmühle AG“, dann die „Stora Enso Deutschland GmbH“.

### Liquidation 1991
Im Juni 1991 wurde das Unternehmen für über 700 Millionen US-Dollar (1,45 Mrd. D-Mark) an die „Metallgesellschaft AG“ (heute GEA) veräußert, welche es erneut zerlegte. Die chemischen und technischen Unternehmensteile „Dynamit Nobel AG“ und „Buderus“ verblieben bei der Metallgesellschaft, während der Bereich Forstwirtschaft (die ehemalige „Feldmühle AG“) an die „Stora Enso“ gingen (formal als „FPB Holding“ mit Sitz in Düsseldorf, Feldmühleplatz 1).

## Hartwig Geginat
Der promovierte Betriebswirt Hartwig Geginat (* 13. November 1932) war von 1979 bis 1993 Vorstandsvorsitzender der „Feldmühle AG“ und der „Feldmühle Vermögensverwaltung AG“, Vorstandsmitglied in der „Feldmühle Nobel AG“ und von 1991 bis 1994 Aufsichtsratsmitglied der „Stora Feldmühle AG“ und der „Feldmühle Nobel AG“.